# Bouclans
Bouclans ist eine französische Gemeinde mit 1.057 Einwohnern (Stand 1. Januar 2022) im Département Doubs in der Region Bourgogne-Franche-Comté. Sie gehört zum Arrondissement Besançon und zum Kanton Baume-les-Dames.
Sie entstand mit Wirkung vom 1. Januar 2018 als namensgleiche Commune nouvelle durch die Zusammenlegung der früher selbstständigen Gemeinden Bouclans und Vauchamps. In der neuen Gemeinde hat lediglich Vauchamps den Status einer Commune déléguée. Der Verwaltungssitz befindet sich im Ort Bouclans.

## Gliederung
| Ortsteil                     | ehemaliger INSEE-Code | Fläche (km²) | Höhenlage (m) | Einwohnerzahl zum 1. Januar 2019 | Dichte (Einw. je km²) |
| ---------------------------- | --------------------- | ------------ | ------------- | -------------------------------- | --------------------- |
| Bouclans (Verwaltungssitz)00 | 25078                 | 21,40        | 397–514       | 944                              | 44,1                  |
| Vauchamps                    | 25587                 | 02,94        | 394–457       | 120                              | 40,8                  |

## Geographie
Bouclans liegt auf 439 m, etwa 16 km östlich der Stadt Besançon (Luftlinie). Es erstreckt sich im westlichen Jura, inmitten des sogenannten ersten Plateaus, eines breiten Beckens zwischen den Höhen der Jura-Randkette (Côte) im Norden und der Côte d’Anroz im Süden, am Ruisseau du Gour. Das kaum reliefierte Gebiet wird vom breiten ersten Juraplateau eingenommen, das durchschnittlich auf 440 m liegt. Es bildet ein weites Becken ohne oberirdischen Abfluss. Bei Bouclans gibt es mehrere Quellen, deren Wasser sich zum Ruisseau du Gour vereinigt. Schon nach kurzer Laufstrecke versickert der nach Norden fließende Bach am Fuß der Côte wieder. Im Bereich von Bouclans ist das Plateau überwiegend von Acker- und Wiesland bestanden. Südlich des Dorfes dehnen sich große Wälder aus, nämlich der Bois de Boille und die Forêt de Chauley (auch Forêt de Bouclans genannt). Im Südosten erstreckt sich das Gemeindeareal über das Plateau bis an den Fuß der angrenzenden Höhen. Hier wird mit 514 m die höchste Erhebung von Bouclans erreicht.
Nachbargemeinden von Bouclans sind Osse und Champlive im Norden, Glamondans und Gonsans im Osten, Naisey-les-Granges im Süden sowie La Chevillotte und Nancray im Westen.

## Sehenswürdigkeiten
Mit dem klassizistischen Bau der Kirche Saint-Léger wurde 1775 begonnen. Zu den weiteren sakralen Bauten zählen die Kapelle Notre-Dame de l’Étang und die Friedhofskapelle. Vom ursprünglich mittelalterlichen Schloss sind zwei Türme, ein Rundturm und ein fünfeckiger Bergfried, erhalten. Das neue rechteckige Schloss wurde im 19. Jahrhundert errichtet. Erhalten ist ebenfalls ein Herrschaftshaus im Louis-XIII-Stil (1666).

## Wirtschaft und Infrastruktur
Bouclans war bis weit ins 20. Jahrhundert hinein ein vorwiegend durch die Landwirtschaft (Ackerbau, Obstbau und Viehzucht) und die Forstwirtschaft geprägtes Dorf. Die Wasserkraft des Ruisseau du Gour wurde früher für den Betrieb von Mühlen genutzt. Daneben gibt es heute einige Betriebe des lokalen Kleingewerbes, darunter mechanische Werkstätten, weitere Handwerksbetriebe und verschiedene Geschäfte des Einzelhandels. Mittlerweile hat sich Bouclans auch zu einer Wohngemeinde gewandelt. Viele Erwerbstätige sind Wegpendler, die in der Agglomeration Besançon ihrer Arbeit nachgehen.
Die Gemeinde liegt abseits der größeren Durchgangsstraßen an einer Departementsstraße, die von Besançon nach Sancey-le-Grand führt. Weitere Straßenverbindungen bestehen mit Osse, Champlive und Naisey.